# Гардолф II фон Хадмерслебен
Гардолф II фон Хадмерслебен (на немски: Gardolf II von Hadmersleben; † сл. 1222) е благородник от Хадмерслебен в Саксония-Анхалт.

## Произход
Той е син на Гардолф I фон Хадмерслебен († сл. 1174) и има два братя Ото и Бодо. Роднина е на Бернхард фон Хадмерслебен († 3 февруари 968), епископ в Халберщат (923 – 968), който през 961 г. основава в родното си място манастир Хадмерслебен.

## Фамилия
Гардолф II фон Хадмерслебен се жени за Аделхайд († сл. 1222). Те имат децата:
- Ото фон Хадмерслебен († между 10 януари 1275 и 19 януари 1276), женен пр. 14 март 1259 г. за графиня Юта фон Бланкенбург († 6 юли 1265)
- Ода фон Хадмерслебен († сл. 1264), омъжена за граф Буркард Албус фон Шарцфелд-Лаутерберг († сл. 1267)